# Коледж святого Джозефа (Найнітал)
Коледж святого Джозефа в Найніталі (англ. St. Joseph's College, Nainital) — приватна школа-інтернат для хлопчиків у місті Найнітал індійського штату Уттаракханд. Школа була заснована в 1888 році як семінарія, якою керували капуцини-італійці. Досить швидко семінарію було закрито, а на ї місці відкрито католицьку школу для хлопчиків. Зараз за традицією школу часто називають SEM — від «семінарія». З 1892 року школою офіційно керує міжнародна католицька організація «Конгрегація християнських братів», а школа входить до системи з 20 Коледжів святого Джозефа.